# Denby (Derbyshire)
Pour les articles homonymes, voir Denby.
Denby est un village situé dans le comté du Derbyshire en Angleterre. En 2001, sa population est de 1 827 habitants, en 2011 de 2 190 habitants.

## Géographie
Le village de Denby est située à 5 kilomètres à l'est de Belper et 13 kilomètres au nord de Derby.

## Histoire
Le village est répertorié dans le Domesday Book de 1086 sous le nom de Denebi. En 1334, il organise une foire annuelle en septembre.  
Au début du XIXe siècle, William Bourne commence l'exploitation d'une couche d'argile découverte lors de la construction d'une route et fabrique des poteries vernissées au sel. Pendant la Seconde Guerre mondiale, Denby produit de la vaisselle plus commune, aux tons bruns ; après la guerre, l'entreprise propose des couleurs plus attrayantes. Un consortium financé par Valco Capital Partners rachète l'entreprise qui prend le nom de Denby Pottery Company (en). ; elle a installé un petit musée de la porcelaine avec atelier et visites d'usines.

## Personnalités liées
- L'astronome britannique John Flamsteed (1646-1719) est né à Denby[2]. Un jardin commémoratif situé en face de l'église abrite une sphère stellaire qui indique la position des étoiles et des planètes à l'heure donnée. Une école de Denby porte son nom.

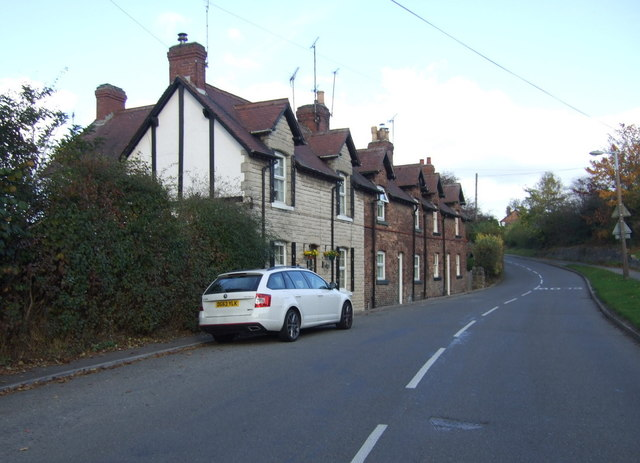
Vue de Church Street en octobre 2015.